# Calliphona koenigi
Calliphona koenigi is een rechtvleugelig insect uit de familie sabelsprinkhanen (Tettigoniidae). De wetenschappelijke naam van deze soort is voor het eerst geldig gepubliceerd in 1892 door Krauss.
1. ↑  (en) Calliphona koenigi op de IUCN Red List of Threatened Species.